# Kanton Commentry
Commentryis een kanton van het Franse departement Allier. Het kanton maakt deel uit van het arrondissement Montluçon.

## Gemeenten
Het kanton Commentry omvatte tot 2014 de volgende 4 gemeenten:
- Colombier
- Commentry (hoofdplaats)
- Hyds
- Malicorne

Door de herindeling van de kantons bij decreet van 27 februari 2014, met uitwerking op 22 maart 2015, werd het kanton uitgebreid met volgende 20 gemeenten:
- Beaune-d'Allier
- Bézenet
- Blomard
- Chamblet
- Chappes
- Chavenon
- Deneuille-les-Mines
- Doyet
- Louroux-de-Beaune
- Montmarault
- Montvicq
- Murat
- Saint-Angel
- Saint-Bonnet-de-Four
- Saint-Marcel-en-Murat
- Saint-Priest-en-Murat
- Sazeret
- Verneix
- Vernusse
- Villefranche-d'Allier